# Prison Ship
Pour plus de détails, voir Fiche technique et Distribution.
Prison Ship (aussi connu sous les titres Star Slammer, Adventures of Taura, Part 1, Starslammer: The Escape et Prison Ship Star Slammer, est un film de science-fiction américain réalisé par Fred Olen Ray, sorti en 1986.

## Synopsis
Sur la planète Arous, le capitaine Bantor (Ross Hagen), le souverain (Lindy Sykes) et l’inquisiteur (Aldo Ray) tentent de réprimer un soulèvement des résidents provocateurs. Taura, une mineuse indépendante, est amicale avec les habitants et les employés dans son exploitation minière. Elle est obligée de se défendre contre le capitaine Bantor, en maraude avec son vaisseau spatial. Bantor réclame les cristaux extraits pour le magistrat, ce qui conduit à une confrontation. Au cours de leur lutte, Taura fait perdre sa main à Bantor dans un panache d’acide volcanique. 
Taura est condamnée à une peine à bord du navire-prison Vehemence, sous la direction de la gardien-chef sadique Exene. Elle trouve difficile la vie au milieu des autres détenues, mais gagne bientôt leur respect, se faisant une amie de Mike. 
Bantor, qui est mentalement dérangé à la suite de la perte de sa main, monte alors à bord de Vehemence. Il cherche à obtenir un processus de contrôle mental qui réduit les prisonniers en zombies. Son arrivée s’avère être la chance de Taura de s’échapper du vaisseau-prison ou « star slammer » et de retourner sur sa planète natale Arous.

## Distribution
- Sandy Brooke : Taura
- Susan Stokey : Mike
- Marya Gant : la directrice Exene
- Ross Hagen : Bantor[2]
- Dawn Wildsmith : Muffin
- Richard Alan Hench : Garth
- Michael D. Sonye : Krago
- Mimi Monaco : Squeeker
- Jade Barrett : Dr Po
- Lindy Skyles : la souveraine
- Johnny Legend : Zaal
- Aldo Ray : l’Inquisiteur
- John Carradine : le Juge[3]

## Production
Le film a été tourné dans le studio New World de Roger Corman sur Main Street à Venice, en Californie. Fred Olen Ray a loué le studio pour deux week-ends (quatre jours au total). Il a passé une journée à tourner des scènes pour son film Biohazard. Les trois autres jours ont été consacrés au tournage pour Prison Ship. Ray dit qu’il a été inspiré par Roger Corman qui a fait L'Halluciné en utilisant des restes de décors de Le Corbeau. Aldo Ray a été embauché pour une journée de travail. Fred Olen Ray a ensuite utilisé ces images pour collecter des fonds afin de compléter le film. Des fonds ont été recueillis auprès de Jack H. Harris. Le film a une scène avec le monstre de The Deadly Spawn. Le film est divisé en chapitres. C’est l’un des premiers films de Fred Olen Ray.
Le film a été présenté au Festival de Cannes le 11 mai 1987, et largement diffusé la même année. Selon le générique de fin, une suite appelée Chain Gain Planet était prévue. Le film est disponible en streaming sur de nombreux services à partir de juillet 2021.

## Réception critique
Creature Feature a donné au film une étoile sur cinq, le qualifiant de « hilarant », mais mentionnant le script comme le principal problème. Austin Trunick, écrivant pour le site web Under the Radar, a déclaré : « Star Slammer a été tourné rapidement et à bon marché, mais il est bien meilleur que les films de science-fiction ou de femmes en prison similaires de l’époque. Il réunit la plupart des ingrédients que vous attendez de ce genre de films : nains extraterrestres, robots, combats de filles, une gardienne sadique et un combat forcé ». Moria a donné au film deux étoiles, le trouvant une parodie ringarde de science-fiction et de films de série B. TV Guide a noté que le film était inepte, trouvant qu’il avait beaucoup de clichés des films sur les prisons de femmes.